# Plinio Farina
Plinio Farina (Como, 28 maggio 1902 – Luisago, 13 maggio 1972) è stato un calciatore italiano, di ruolo difensore.

## Caratteristiche tecniche
Farina era un terzino celebrato dalla stampa comasca per la sua rapidità ed intelligenza tattica, nonché per la classe e la robustezza che gli valsero il soprannome di torello.

## Carriera
Cresciuto nell'A.C. Lombardia di Como, squadra affiliata alla ULIC, Farina passa successivamente all'Esperia, squadra di Como che milita nei ranghi federali dal 1920, dopo aver fatto anch'essa parte dell'ULIC.
Con l'Esperia raggiunge, nel 1920-1921, le semifinali nazionali di Prima Categoria, dopo aver conquistato il titolo di campione lombardo. Farina è uno dei giocatori-chiave della rapida ascesa della squadra esperina e si conferma nella stagione seguente, giocando altre 21 gare nel campionato di Prima Divisione. In seguito le fortune degli aquilotti declinano e la retrocessione del 1923 riporta l'Esperia in Seconda Divisione.
Successivamente passa al Milan e con i rossoneri disputa 3 partite nel torneo 1924-1925.
Nel 1926 viene ingaggiato dalla Comense, con la quale disputa i successivi sette campionati, gli ultimi due in Serie B. Nel 1930-1931 fa parte della squadra che vince il titolo di Prima Divisione senza subire sconfitte in partite ufficiali nell'arco dell'intera stagione.

## Palmarès
- Campionato di Prima Divisione: 1

Comense: 1930-1931